# Engaeus granulatus
Engaeus granulatus é uma espécie de crustáceo da família Parastacidae.
É endémica da Austrália.